# 勝劣派
1. 勝劣派（しょうれつは）は、日蓮門下の諸門流のうち、所依の法華経を前・後半で迹門（しゃくもん）・本門（ほんもん）に二分し、本門が迹門に優れるという勝劣をたてる諸派の総称（対義語→一致派）。
2. 日蓮宗勝劣派（にちれんしゅうしょうれつは）は、1872年（明治5年）に不受不施派を除く日蓮門下が統合された日蓮宗から、1874年（明治7年）に独立した勝劣派を奉する五派の門流（勝劣五派）の合同教団。1876年（明治9年）には各本山系の五派それぞれに分離・独立して解消した[1]。
3. 勝劣五派とは、日興門流（富士門流、興門派）、日什門流（妙満寺派）、日陣門流（本成寺派）、日隆門流（八品派）、日真門流（本隆寺派）のことである。

## 教義
所依の法華経を構成する二十八品（28章）を前半の「迹門」、後半の「本門」に二分し、本門に法華経の極意があるとする。

## 分派
勝劣派は、本仏の位置づけによって、思想面で大別して二つの分派がある。
- 日蓮を本仏とする勝劣派：日興門流（富士門流）のうち富士大石寺などの日蓮正宗、保田妙本寺[注釈 2]、西山本門寺[注釈 3]
- 釈尊を本仏とする勝劣派：日什門流、日隆門流、日真門流、日陣門流、上記及び日蓮宗寺院を除く日興門流（富士門流）[3]、日奥門流（不受不施派）[4][注釈 4]

日興門流（富士門流）以外は、いずれも一致派の諸門流から分岐して成立したものである。
勝劣派内には室町時代から宗祖本仏論争（富士門流（日蓮正宗大石寺）の日蓮本仏論、八品派の宗祖本仏繰り越し本仏論など）がある。

## 歴史

### 明治
不受不施派を除く日蓮門下の全門流は1872年（明治5年）に日蓮宗の名称で教団を形成するも、1874年（明治7年）に教義の違いから日蓮宗一致派と日蓮宗勝劣派に二分した。その日蓮宗勝劣派も、1876年（明治9年）には門流ごとに下記の勝劣五派に分立し、解散した。
- 日蓮宗興門派（1899年（明治32年）本門宗と改称[6][7][8]、日興門流）
- 妙満寺派（1898年（明治31年）顕本法華宗と改称[9][10][11]、日什門流）
- 本成寺派（1898年（明治31年）に法華宗と改称[12][13][11]、日陣門流）
- 本隆寺派（1898年（明治31年）に本妙法華宗と改称[14][11]、日真門流）
- 八品派（1898年（明治31年）に本門法華宗に改称[11]、日隆門流）

1900年（明治33年）にいたり、本門宗に属する大石寺とその末寺は、本門宗から独立して日蓮宗富士派を組織、1912年（明治45年）には日蓮正宗と改称し、勝劣派の宗派は6教団となった。

### 大正
日蓮門下では、明治・大正期から昭和初期にかけて勝劣派・日什門流の本多日生が主導する、日蓮門下の諸宗派の統合をめざす運動があった。
本多日生は、日蓮宗妙満寺派（什門流）の僧侶、顕本法華宗の管長（位1905-1926）。『仏教各宗綱要』編纂時の、いわゆる｢四箇格言削除問題」に端を発する､他宗僧徒との対決のなかで1896年（明治29年）に統一団を結成する。しかし妙満寺派の統一団ということに限界を感じ、民間人とともに1909年（明治42年）天晴会を創立した。
設立当初の顔触れは､各界多岐にわたり、全国規模の講演会も催されたが、天晴会会員であった山田三良（東京帝国大教授）らによって、在家主導による日蓮主義を目指した法華会が1914年（大正3年）に設立されると、知識人の多くは法華会に移行し、本多日生は1918年（大正7年）3月に自慶会を組織して再生を試みているが、1920年（大正9年）以降の天晴会の活動は全く鈍化した。
在家・社会に対する活動は大きく後退した一方で、宗教界に対しては本多日生の主導で、1914年（大正3年）、日蓮門下7宗派の管長が池上本門寺に集って、「各教団統合大会議」を開催、同年12月、「日蓮門下統合後援会」が組織された。翌1915年（大正4年）6月、一致派の日蓮宗が離脱したのを除く、勝劣派の6宗派の統合が成立した。また、1917年（大正6年）、門下合同講習会が開催され、同年11月には統合修学林を開校するにいたった。
その他、日生は門下の9宗派とともに、日蓮に対する「大師」号の授与運動を展開した結果、1914年（大正3年）11月、宮内省より日蓮にたいする「立正大師」の諡号宣下が行われた。

### 第二次世界大戦中
1940年（昭和15年）に制定された宗教団体法は、仏教・神道・キリスト教など日本社会において活動していたあらゆる宗教団体に対し、主務大臣の強権発動によって戦争遂行と､ 国民精神総動員に奉仕させることを目的とし、法律の成立・公布とともに、仏教教団をより強く国家権力下に掌握するための宗派合同政策が強引にすすめられた。全日蓮門下は 宗教団体法のもとで次の4宗派に再編されることとなった。
- 本門宗・顕本法華宗は、一致派の日蓮宗と三派合同を行い、「日蓮宗」の名で新宗派を設立[24][25]。
- 法華宗・本門法華宗・本妙法華宗の三派は、「法華宗」の名で新宗派を設立[26][27]。
- 日蓮宗不受不施派、日蓮宗不受不施講門派は、合同して「本化正宗」を設立[28][29][30][注釈 16]。
- 「日蓮正宗」は、一宗派として独立を維持。

### 戦後
分離・独立・合流の動きが見られた。

#### 旧本門宗
旧本門宗寺院は、
- 合同を維持して日蓮宗にとどまるもの…北山本門寺・小泉久遠寺[8]・伊豆実成寺など（興統法縁会）
- 日蓮宗を離脱して独立した宗派を設立するもの…京都要法寺（日蓮本宗）[6][31][8]
- 日蓮宗を離脱して日蓮正宗に合流するもの…下条妙蓮寺[8]、讃岐本門寺、日知屋山定善寺
- 日蓮宗を離脱して日蓮正宗に合流したのち、日蓮正宗からも離脱して単立となるもの…西山本門寺・保田妙本寺[32]
- 日蓮宗を離脱して日蓮正宗に合流したのち、日蓮正宗からも離脱して単立となった後、日蓮宗に復帰するもの…日向妙国寺

などに分かれた。

#### 旧顕本法華宗
旧顕本法華宗寺院380ヶ寺は、
- 合同を維持して日蓮宗にとどまるもの…180ヶ寺[注釈 17]（日蓮宗什師会）
- 顕本法華宗としてふたたび独立するもの…200ヶ寺[注釈 18][33]

に分かれた。

#### 法華宗
法華宗は、
- 法華宗陣門流[12]
- 法華宗真門流[14][34]
- 本門法華宗[35][31]・法華宗本門流[12]

などに分かれた。

#### 本化正宗
本化正宗は、
- 妙法華宗[36]（後に、日蓮宗不受不施派[37]）
- 日蓮講門宗[29]（後に、不受不施日蓮講門宗）

に分かれた。